# Рошаль, Леонид Михайлович
Леони́д Миха́йлович Роша́ль (род. 27 апреля 1933, Ливны, Центрально-Чернозёмная область, СССР) — советский и российский хирург, общественный деятель. Президент НИИ неотложной детской хирургии и травматологии (с 2015), бывший директор НИИ неотложной детской хирургии и травматологии (2003—2015). Президент Национальной медицинской палаты. «Детский доктор мира» (1996). Доктор медицинских наук, профессор. Герой Труда Российской Федерации (2020).
За поддержку нападения России на Украину находится под санкциями всех стран Евросоюза.

## Биография
Леонид Рошаль родился 27 апреля 1933 года в городе Ливны (ныне — Орловской области) в семье военного и домохозяйки. Мать — Эмма Лазаревна, была родом из еврейской семьи, жившей на территории сегодняшней Украины. Отец — Михаил Филиппович Рошаль (04.03.1911 — 07.05.1993), остался в трёхлетнем возрасте без родителей, 13 сентября 1929 года был призван в Красную армию, он не окончил лётное училище и не стал пилотом, во время войны командовал батальоном аэродромного обслуживания, затем районом авиабазирования, вышел в отставку в звании полковника в возрасте 76 лет.:298-299 Дивизия, в которой служил отец, периодически меняла место дислокации, и семья переезжала по гарнизонам. У Леонида есть сестра Наталья, его брат умер в возрасте 30 лет.
В 1951 года после окончания средней школы Леонид поступил во 2-й МОЛГМИ им. Н. И. Пирогова, в 1957 году окончил его по специальности «педиатрия».
В 1959—1961 годах обучался в ординатуре на кафедре детской хирургии Центрального института усовершенствования врачей. Затем работал в качестве детского участкового врача.
В молодости Рошаль вместе с друзьями-альпинистами в сложных погодных условиях покорил Эльбрус.
В 1961—1981 годах работал в Московском областном научно-исследовательском клиническом институте в отделении детской хирургии, организовал центр хирургии новорождённых Московской области.
В 1964 году защитил диссертацию кандидата медицинских наук «Острая инвагинация кишок у детей»; в 1970 году — докторскую диссертацию «Отдалённые результаты односторонних операций на лёгких у детей».
С 1970 года по 2015 год — главный внештатный детский пульмонолог Министерства здравоохранения Московской области.
В 1980 году руководил бригадой советских детских врачей в Монголии.
С 1981 года стал заведующим отделением неотложной хирургии и травмы детского возраста НИИ педиатрии РАМН. В 1982 году присвоено звание профессора.
В 1988 году участвовал в спасении детей, пострадавших во время землетрясения в Армении.
В 1990 году Рошаль стал председателем Международного комитета помощи детям при катастрофах и войнах. В этот комитет вошли известные специалисты-медики со всего мира.
В августе 1991 года Рошаль возглавил координационный медицинский совет защитников Белого Дома. После окончания путча был награждён государственной наградой «Защитник свободной России».
В 1992 году возглавил Международный благотворительный фонд помощи детям при катастрофах и войнах, созданный для того, чтобы обеспечивать транспортировку, покупку оборудования и питание врачей, входящих в международную бригаду неотложной помощи.
В 1993 году Рошаль стал членом совета директоров Всемирной ассоциации неотложной помощи и медицины катастроф (WADEM).
В 1995 году работал в Чечне, оказывал помощь детям. В Чечне Рошаль был арестован дудаевцами, но отпущен, когда его узнали читавшие его книгу по гнойной хирургии врачи урус-мартановской больницы.
В 1995 (по другим данным — в 1996) году журналисты назвали Рошаля Детским доктором мира.
В 1997 году Рошаль был назначен экспертом Всемирной организации здравоохранения.
В 1998 году Рошаль дважды отправлялся в Афганистан для оказания помощи детям, пострадавшим в результате землетрясения. В 1999 году в течение месяца работал руководителем бригады детских врачей в Турции (также после землетрясения). В 2001 году руководил бригадой детских врачей, прибывших оказывать помощь жертвам землетрясения в Индии. В 2001 году вошёл в состав Комиссии по правам человека при президенте Российской Федерации.
В 2002 году бригада скорой помощи Рошаля работала в Каспийске, где в результате теракта 9 мая 2002 года пострадало много людей. Врачам удалось спасти 27 детей. Летом 2002 года Рошаль снова отправился в Афганистан лечить детей, пострадавших в результате землетрясения.
Вёл переговоры с террористами во время террористического акта на Дубровке (2002): благодаря участию Рошаля из здания Театрального центра были выведены восемь детей, а заложникам были переданы вода и медикаменты.
С 2003 года по 2015 год — директор Московского НИИ неотложной детской хирургии и травматологии (НИИ НДХиТ) Департамента здравоохранения города Москвы, с 2015 года — президент НИИ неотложной детской хирургии и травматологии.
Кроме этого, помогал детям, пострадавшим во время революций в Румынии, войн в Ираке (1991), Югославии, Чечне, а также во время землетрясений в Японии, Египте, Афганистане (1998), Турции (1999) и Индии (2001).
В сентябре 2004 года вместе с основателем партии «Родина» Дмитрием Рогозиным вёл переговоры с террористами, захватившими школу № 1 в Беслане. Вместе с Рогозиным предлагал себя для обмена на заложников.
В апреле 2011 года Рошаль выступил на Первом Всероссийском Форуме медицинских работников с большим докладом, касающимся недостатков организации здравоохранения в России. Прозвучавшая критика Минздравсоцразвития была поддержана премьер-министром В. В. Путиным. Доклад получил значительный общественный резонанс и остро негативную реакцию коллектива Минздравсоцразвития. На проходившее в конце мая 2011 года заседание комиссии по модернизации, посвящённое детскому здравоохранению, на котором присутствовали президент Д. Медведев и министр здравоохранения и социального развития Татьяна Голикова, Рошаль приглашён не был.
Исправление некоторых недостатков наметилось практически сразу после упоминания о них в докладе Рошаля. Так, В. Путин пообещал увеличить стипендию интернов и ординаторов с 2600 рублей до 6000 рублей, в проекте документов правительства, опубликованных Минрегионом, возвращаются старые нормы обеспеченности населения медицинским персоналом, что приведёт к восстановлению количества медиков и фельдшерско-акушерских пунктов на селе.
Летом 2011 года Л. М. Рошаль вступил в противостояние с министром здравоохранения и социального развития по поводу ускоренного принятия закона «Об основах охраны здоровья граждан в Российской Федерации», проект которого не прошёл широкого общественного обсуждения.
В декабре 2011 года вошёл в предвыборный штаб кандидата в президенты Владимира Путина.
12 июня 2013 года Рошаль вошёл в число 55 членов Центрального штаба Общероссийского народного фронта, лидером ОНФ был избран президент России Владимир Путин.
В 2015 году помогал пострадавшим при землетрясении в Непале.
С 2016 года — главный редактор журнала «Детская хирургия».
29 ноября 2018 года был избран одним из пяти сопредседателей Центрального штаба Общероссийского народного фронта.

### Семья
Леонид Рошаль был женат три раза. Первые два брака закончились разводом. От второго брака с врачом-аллергологом Нелли Торотадзе у него есть сын Сергей 1958 года рождения, бизнесмен, внучка Евгения 1984 года рождения, и правнучка Мия, все они проживают в Лос-Анджелесе (США). В настоящее время состоит в третьем браке с Еленой Тивадзе.

## Взгляды
В 1991 году во время путча ГКЧП был защитником «Белого дома».
Рошаль выступал против войны в Чечне и ареста Михаила Ходорковского.
В феврале 2006 года он раскритиковал организацию «Матери Беслана» за «осуждение государства, а не террористов» на суде над одним из захватчиков Беслана.
Леонид Рошаль является последовательным противником платной медицины. В частности, Президент России Владимир Путин это подтверждал: «Все знают, что доктор Рошаль — категорический противник платности в медицине вообще».
15 января 2015 года Леонид Рошаль выступил в поддержку прекращения боевых действий на востоке Украины, осмотрев восьмилетнего мальчика Ваню Воронова, пострадавшего в результате обстрела Донбасса. «Приглашаю Порошенко, Обаму, Меркель, Олланда, Путина и других провести встречу у нас в клинике у постели Вани. Мы создадим все условия», — заявил он в Twitter. — «А если бы с Вашим ребёнком так? Оторвать обе ноги, руку, сделать слепым? Необходимо немедленно и без условий прекратить бойню».
В 2013 году Леонид Рошаль на пресс-конференции сказал корреспонденту газеты «Метро», что «ненавидит гомосексуалистов» и всё, что «направлено к этому».
В начале эпидемии COVID-19 публично заявлял, что коронавирус «не намного страшнее гриппа, от которого умирает ещё больше людей в мире», что никакие предохранительные меры не нужны, кроме мытья рук, и обещал: «Мы сделаем всё, чтобы коронавирус не стал эпидемией в России». В дальнейшем учёный пересмотрел свою позицию, о чём публично сообщил, призвав граждан своей страны вакцинироваться. Более того, сообщил, исходя из своих наблюдений учёного и статистики, что эпидемия коронавируса не что иное как репетиция биологической войны и призвал ввести уголовное наказание за подстрекательство против вакцинации.
В 2022 году комментируя войну России против Украины, заявил, что «война началась не тогда, когда наши решили защищать Донбасс и приступили к военной спецоперации. Войну эту — против Донбасса — начали ещё восемь лет назад».
В 2024 году стал доверенным лицом кандидата в президенты России Владимира Путина. Рошаль был одним из самых возрастных доверенных лиц Путина.

## Общественная деятельность
- Президент Национальной медицинской палаты
- Сопредседатель Центрального штаба Общероссийского народного фронта (с 2018 года)
- Президент Международного Благотворительного Фонда помощи детям при катастрофах и войнах
- Председатель Межведомственной комиссии Российской Академии медицинских наук и Министерства здравоохранения РФ «Неотложные состояния у детей»
- Сопредседатель Общероссийского Союза общественных объединений «Гражданское общество — детям России»
- Председатель Международного Комитета помощи детям при катастрофах и войнах Всемирной ассоциации неотложной помощи и медицины катастроф (WADEM)
- Почётный президент SAMU Social (Москва)
- Член Правления детских хирургов России
- Почётный член ассоциации детских хирургов России
- Член Исполкома Союза педиатров России
- Член Британской ассоциации детских хирургов
- Член Совета директоров Всемирной ассоциации неотложной помощи и медицины катастроф (WADEM)
- Член Центрального штаба Общероссийского народного фронта (с 2013 года)
- Член Общественной палаты России (2006—2010)
- Член Совета по общественному телевидению (с 2018 года).

## Санкции
22 февраля 2022 года, на фоне вторжения России на Украину, внесён в санкционный список всех стран Евросоюза:

Под его контролем и руководством Народный фронт оказывает поддержку войне России против Украины, в том числе посредством социальной кампании «Все для победы!», включая сбор пожертвований для поддержки военных подразделений так называемых «Донецкой Народной Республики» и «Луганской Народной Республики». Он также делал личные заявления в поддержку военных действий против Украины.— «Официальный журнал Европейского союза», Брюссель, 25 февраля 2023 года
С 1 апреля 2023 года Рошаль находится под санкциями Украины так как он «несет ответственность за организацию и распространение антиукраинской пропаганды». По аналогичным основаниям находится под санкциями Швейцарии.

## Награды

### Государственные награды и поощрения России
- Медаль «Защитнику свободной России» (7 июня 1993 года) — за исполнение гражданского долга при защите демократии и конституционного строя 19-21 августа 1991 года;[41]
- Орден Мужества (30 декабря 2002 года) — за мужество и самоотверженность, проявленные при спасении людей в условиях, сопряжённых с риском для жизни во время террористического акта и захвата заложников в театральном центре в Москве в октябре 2002 г.;[42]
- Благодарность Президента Российской Федерации (26 апреля 2003 года) — за большой вклад в развитие здравоохранения, медицинской науки и многолетнюю добросовестную работу;[43]
- Орден «За заслуги перед Отечеством» IV степени (27 апреля 2008 года) — за большой вклад в развитие здравоохранения, медицинской науки и многолетнюю добросовестную работу;[44]
- Благодарность Президента Российской Федерации (30 апреля 2008 года) — за большой вклад в развитие институтов гражданского общества и обеспечение защиты прав и свобод человека и гражданина;[45]
- Орден Почёта (27 апреля 2013 года) — за заслуги в развитии здравоохранения, медицинской науки и многолетнюю добросовестную работу;[46]
- Орден Александра Невского (3 июля 2019 года) — за большой вклад в развитие здравоохранения и многолетнюю добросовестную работу;[47]
- Герой Труда Российской Федерации (27 апреля 2020 года) — за особые трудовые заслуги перед государством и народом.[48]

### Региональные и муниципальные награды и поощрения России
- Знак отличия «За заслуги перед Москвой»
- Почётная грамота Московской Городской Думы  (6 ноября 2002 года) — за заслуги перед городским сообществом[49]
- Медаль «Во Славу Осетии» (2008 год)[50]
- Звание «Почётный работник здравоохранения города Москвы» (25 апреля 2013 года) — за большой личный вклад в развитие здравоохранения и многолетний добросовестный труд[51]
- Почётное звание «Почётный гражданин Московской области» (28 сентября 2015 года)[52]
- Премия города Москвы «Легенда века» (26 апреля 2018 года) — за выдающийся вклад в развитие здравоохранения и медицинской науки, многолетнюю работу по оказанию неотложной хирургической и травматологической помощи детям, плодотворную общественную деятельность[53].

### Иностранные государственные награды
- Орден Полярной звезды (Монголия, 2006 год)
- Медаль Великого Лидера (Пакистан, 2007 год)[54]
- Медаль Министерства здравоохранения Армении (2008 год) — за выдающийся вклад в области здравоохранения, многолетнее плодотворное сотрудничество и развитие армяно-российской дружбы[55]
- Кавалер ордена Почётного легиона (Франция, 2013 год)[56]
- Медаль «За заслуги по осуществлению защиты прав человека» (Франция, 2015 год).

### Награды общественных организаций
- Золотая медаль имени Л. Н. Толстого (Международная ассоциация детских фондов)
- Журналистами назван «Детским доктором мира» (1996 год)
- Гран-при национальной премии «Россиянин года» (2004 год)[57]
- «Европеец года — 2005» (Reader’s Digest)
- «Звезда Европы — 2005» (Business Week)
- «Человек десятилетия» в номинации «Медицина» (2006 год, Rambler)
- Орден «За возрождение России» (2003 год)
- Орден Петра Великого первой степени (2004 год)
- Орден Золотой Крест «За служение обществу» (2004 год)
- Орден «Золотая Звезда» (Честь, гордость и слава России) (2007 год)
- Орден «Золотая Звезда» Национальный герой России (2007 год)
- Орден «Соль земли русской» (2007 год)
- Премия Федерации еврейских общин России «Человек года» в номинации «Мужество» (2007)[58]
- Орден «Звезда Великой России» (2008 год)
- Почётный алмазный гражданский орден «Общественное признание» (2008 год)
- Лауреат премии им. В. Высоцкого «Своя колея» (2003 год)
- Лауреат премии «За права человека» (2002 год)
- Лауреат Международной премии «Голубь мира» (2003 год)
- Лауреат российской премии «Призвание» (вручается лучшим медикам России) в номинации «Специальная премия врачам, оказывающим помощь пострадавшим во время войн, террористических актов и стихийных бедствий» (2003 год) — за оказание помощи детям — жертвам террористических актов, аварий и катастроф[59]
- Лауреат премии медаль «Символ Науки» (2007 год)
- Лауреат премии имени Николая Рериха в номинации «Формирование культурного образа страны в мире» (2011 год)[60]
- Золотая медаль имени Льва Николаева (2014) — за существенный вклад в просвещение, популяризацию достижений науки и культуры.

### Другие почести
- В 2003 году именем Леонида Рошаля названа звезда в созвездии Тельца.
- В 2003 году Рошаль был избран почётным доктором Академии наук Армении.
- В 2004 году избран почётным членом Ассоциации врачей Азии (AMDA).
- В 2005 году избран Почётным членом Международной Королевской Академии ООН.
- В 2006 году избран Почётным президентом врачебной палаты Армении.
- 2012 год — Приз Св. Николая на Х международном фестивале военного кино имени Ю. Н. Озерова в Москве «Миротворец века».
- В 2013 году именем Леонида Рошаля был назван раздел конференции «Форум 21 Век».

## Труды
Монографии
- Рошаль Л. М. Отдалённые результаты односторонних операций на лёгких при бронхоэктатической болезни у детей. — М., 1970.
- Рошаль Л. М. Диагностика и лечение неотложных состояний у детей. — М., 1977.
- Ленюшкин А. И., Рошаль Л. М. Руководство для сестёр детских хирургических отделений. — Л.: Медицина, 1978. — 303 с.
- Рошаль Л. М. Острый живот у детей. — Л.: Медицина, 1980. — 192 с., ил.
- Баиров Г. А., Рошаль Л. М. Гнойная хирургия у детей. — Л.: Медицина, 1991.
- Рошаль Л. М. Неотложная хирургия детского возраста. — М.: Медицина, 1996.

Статьи
- Рошаль Л. М. — В кн.: Хронические неспецифические заболевания лёгких в возрастном аспекте. — М., 1969.
- Рошаль Л. М., Селезнёва К. П., Семилов Э. А. и др. — В кн.: Анестезиологическое и реанимационное обеспечение пульмонологических больных. — Л., 1974.
- Рошаль Л. М. Медиастинография // Стручков В. И., Пугачев А. Г. Детская торакальная хирургия, 1975[61].
- Рошаль Л. М. Бронхоскопия // Стручков В. И., Пугачев А. Г. Детская торакальная хирургия. — 1975.
- Рошаль Л. М., Семилов Э. А., Кузьминив О. Д. Катетеризация правых и левых отделов сердца, лёгочной артерии и ашиокардиопульмонография // Стручков В. И., Пугачев А. Г. Детская торакальная хирургия. — 1975.
- Рошаль Л. М., Щербина В. И., Щепкина О. И. Бронхоспирография // Стручков В. И., Пугачев А. Г. Детская торакальная хирургия. — 1975.
- Неговский В. Н., Рошаль Л. М. Принципы реанимации // Стручков В. И., Пугачев А. Г. Детская торакальная хирургия. — 1975.
- Рошаль Л. М. Гипоплазия лёгкого // Стручков В. И., Пугачев А. Г. Детская торакальная хирургия. — 1975.
- Рошаль Л. М. Трахеальный бронх // Стручков В. И., Пугачев А. Г. Детская торакальная хирургия. — 1975.
- Рошаль Л. М. Трахеобронхомаляция // Стручков В. И., Пугачев А. Г. Детская торакальная хирургия. — 1975.
- Степанова М. Я., Рошаль Л. М. Долька непарной вены // Стручков В. И., Пугачев А. Г. Детская торакальная хирургия. — 1975.
- Рошаль Л. М. Синдром Картагенера // Стручков В. И., Пугачев А. Г. Детская торакальная хирургия. — 1975.
- Рошаль Л. М. Непаразитарные тонкостенные кисты лёгкого // Стручков В. И., Пугачев А. Г. Детская торакальная хирургия. — 1975.
- Рошаль Л. М., Степанова М. П., Селезнёва К. Я. Острая эмпиема плевры // Стручков В. И., Пугачев А. Г. Детская торакальная хирургия. — 1975.
- Рошаль Л. М., Семилов Э. А. Пневмоторакс // Стручков В. И., Пугачев А. Г. Детская торакальная хирургия. — 1975.
- Рошаль Л. М. Ателектаз. Л. М // Стручков В. И., Пугачев А. Г. Детская торакальная хирургия. — 1975.
- Рошаль Л. М. Киста перикарда // Стручков В. И., Пугачев А. Г. Детская торакальная хирургия. — 1975.
- Рошаль Л. М. Перикардит // Стручков В. И., Пугачев А. Г. Детская торакальная хирургия. — 1975.
- Лагутина Т. С., Рошаль Л. М., Чернов В. В. Электромиографическая оценка результатов консервативного лечения мышечной кривошеи у детей // Ортопедия, травматология и протезирование. — 1981. — № 9. — С. 45—46.
- Рошаль Л. М. Оказание социальной помощи детям // Дети в чрезвычайных ситуациях. — М., 2003. — 315 с.
- Карасёва О. В., Рошаль Л. М., Некрутов А. В. — Большой сальник: морфофункциональные особенности и клиническое значение в педиатрии // Вопросы современной педиатрии, 2007. — N 6. — С. 58—63.
- Брянцев А. В., Капустин В. А., Карасёва О. В., Рошаль Л. М., Чернышева Т. А., Иванова Т. Ф. Лечение аппендикулярного перитонита у детей // Детская хирургия. — 2007. — № 3. — С. 23—27.
- Потапов А. А., Рошаль Л. М., Лихтерман Л. Б., Кравчук А. Д.. Черепно-мозговая травма: проблемы и перспективы // Вопросы нейрохирургии им. Н. Н. Бурденко. — 2009. — № 2.